# Judith Magre

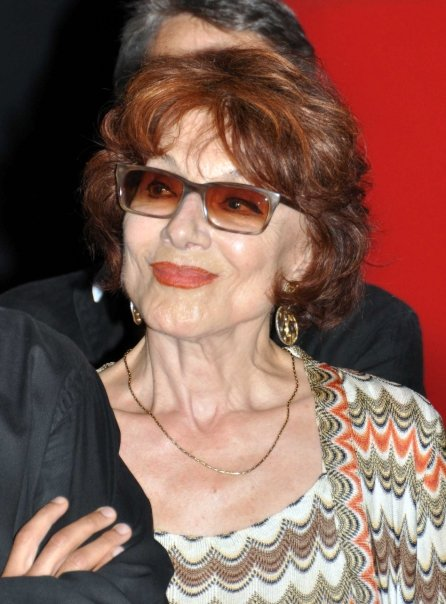
Judith Magre (2009)

Judith Magre (* 20. November 1926 in Montier-en-Der, Frankreich als Simone Dupuis) ist eine französische Schauspielerin.

## Leben
Judith Magre studierte Schauspiel am Cours Simon und spielte anschließend Theater. Bereits 1948 debütierte sie im Film in einer kleinen Rolle in Pierre Chenals Komödie Die liebestolle Stadt an der Seite von Félix Oudart und Saturnin Fabre. Bis 1955 spielte sie noch unter dem Namen Simonne Chambord.
Sie heiratete im Jahr 1963 den französischen Filmemacher Claude Lanzmann.

## Filmografie (Auswahl)
- 1948: Die liebestolle Stadt (Clochemerle)
- 1949: So endete eine Dirne (Maya)
- 1951: Chefarzt Dr. Delius (Un grand patron)
- 1952: Liebenswerte Frauen? (Adorables créatures)
- 1953: Liebe ohne Gnade (L’esclave)
- 1955: Von Sensationen gehetzt (Les dents longues)
- 1955: Das große Manöver (Les grandes manœuvres)
- 1957: Der Mann im Regenmantel (L'homme à l’imperméable)
- 1957: Immer wenn das Licht ausgeht (Pot-Bouille)
- 1958: Die Liebenden (Les amants)
- 1958: Montparnasse 19 (Les amants de Montparnasse)
- 1958: Weiße Fracht aus Paris (Cargaison blanche)
- 1959: Gezeichnet: Arsène Lupin (Signé Arsène Lupin)
- 1960: Opfergang einer Nonne (Le dialogue des Carmélites)
- 1967: Siebenmal lockt das Weib (Woman Times Seven)
- 1968: Unbestand ist aller Liebe Anfang (La double inconstance)
- 1969: Ein Sommer in Frankreich (La Promesse)
- 1970: Voyou oder Ein Strolch in Paris (Le Voyou)
- 1974: Ein Leben lang (Toute une vie)
- 1974: Die Verfolgten (Les Guichets du Louvre)
- 1975: Eine Katze jagt die Maus (Le chat et la souris)
- 1979: Mein Partner Davis (L’associé)
- 1982: Sehnsucht nach dem rosaroten Chaos (Salut… j’arrive!)
- 1986: Wie aus heiterem Himmel (Les étonnements d’un couple moderne)
- 1989: Jesus von Montreal (Jésus de Montréal)
- 1991: Das Millionenspiel (La milliardaire)
- 1995: Die Stimme des Blutes (L’enfant en héritage)
- 1998: Männer sind auch nur Frauen (L’Homme est une femme comme les autres)
- 2000: Le pique-nique de Lulu Kreutz
- 2003: Nathalie
- 2007: Zimmer 401 – Rückkehr aus der Vergangenheit (La Disparue de Deauville)
- 2008: John Adams – Freiheit für Amerika (John Adams) (Miniserie, zwei Folgen)
- 2009: Das verrückte Liebesleben des Simon Eskenazy (La folle histoire d’amour de Simon Eskenazy)
- 2016: Elle
- 2018: Les Fantômes
- 2021: Alles ist gut gegangen (Tout s’est bien passé)